# Poul Hagerup Tregder
Poul Hagerup Tregder (21. juli 1815 i København - 20. maj 1887 på Frederiksberg) var en dansk rektor og filolog. Han læste humaniora på Københavns Universitet og vandt guldmedalje for universitetets filologiske prisopgave i 1837 med en opgave om det historiske og antikvariske i Demosthenes’ "Aristocratea". I 1839 blev han magister. Han virkede der efter som lærer, først ved Sorø Akademi, senere Aalborg Kathedralskole hvor han endte som rektor og fik professortitel 1853. I 1863 vendte han tilbage til Sorø som rektor for Akademiets lærde Skole, hvor han blev til han trak sig tilbage i 1882.

## Liv og gerning
Han dimitteredes 1832 fra det v. Westenske Institut og fik udmærkelse i alle fag ved artium samt universitetets sølvmedalje; ligeledes fik han udmærkelse ved anden eksamen 1833 og ved filologisk embedseksamen i 1838. For besvarelsen af universitetets filologiske prisopgave i 1837 (om det historiske og antikvariske i Demosthenes’ "Aristocratea") vandt han guldmedaljen.
Fra efteråret 1839 virkede han som lærer i de gamle sprog ved det v. Westenske Institut. Han fik i 1839 magistergraden for en latinsk-grammatisk afhandling og holdt der efter som privatdocent forelæsninger ved universitetet i 3 vintersemestre over forskellige græske forfattere. I 1843 konstitueredes han som lærer i latinsk litteratur ved Sorø Akademi med forpligtelse til også at docere græsk litteratur. I 1845 forflyttedes han som rektor til Aalborg Kathedralskole og fik professortitel i 1853.
I 1857 blev han medlem af en kommission, ministeriet nedsatte til drøftelse af spørgsmål om forandringer i de lærde skolers undervisningsplan.
Fra Aalborg vendte han 1863 tilbage til Sorø som rektor for Akademiets lærde Skole og forblev her, til han på grund af svaghed afskedigedes den 31. juli 1882. Efter at være flyttet til København kunne han dog som gammel skolemand ikke opgive sin lærervirksomhed, men underviste som privatlærer i en skole på Frederiksberg, indtil han pludselig døde efter et apoplektisk anfald den 20. maj 1887. Han blev begravet på Sorø Gamle Kirkegård.

## Forfatterskab
Han betydeligste videnskabelige arbejde var en udgivelse af Ciceros "Disputationes Tusculanæ" i 1841. Desuden skrev han en række skolebøger, således en "Anthologia Græca" i 1842, en for sin tid udmærket græsk formlære i 1844, en håndbog i græsk og latinsk litteraturhistorie i 1845, en "Udsigt over den græske Kunsts Historie" i 1846 og en håndbog i græsk mytologi i 1853. Enkelte af disse bøger blev meget benyttede i danske skoler og udkom i flere udgaver og blev også oversatte til tysk, hollandsk og svensk.

## Privatliv
Den 8. august 1848 blev han gift med Charlotte Amalie v. d. Recke, yngste datter af kaptajnløjtnant Johan Adolph v. d. Recke, ejer af Sohngaardsholm ved Aalborg.

## Eksterne kilder og henvisninger
- Poul Hagerup Tregder i Dansk Biografisk Leksikon (1. udgave, bind 17, 1903)
- Poul Hagerup Tregder på gravsted.dk